# Louis Ormières
Louis Ormières (właśc. Louis-Antoine-Rose Ormières Lacase ur. 4 lipca 1809 w Quillan, zm. 16 stycznia 1890 w Gijón) – francuski kapłan, założyciel zgromadzenia Sióstr Świętego Anioła Stróża, błogosławiony Kościoła katolickiego.

## Biografia
Louis-Antoine-Rose Ormières Lacase urodził się 4 lipca 1809. Rozpoczął studia w seminarium w Carcassonne, a 21 grudnia 1833 został wyświęcony na kapłana. Założył zgromadzenie Sióstr Świętego Anioła Stróża. Był wychowawcą dzieci i młodzieży. Zmarł 16 stycznia 1890.
8 lipca 2016 został ogłoszony przez papieża Franciszka dekret uznający cud. Jego beatyfikacja odbyła się 22 kwietnia 2017 w Oviedo
Jego wspomnienie liturgiczne obchodzone jest 16 stycznia (dies natalis).